# Zephyranthes subflava
Zephyranthes subflava är en amaryllisväxtart som beskrevs av L.B.Spencer. Zephyranthes subflava ingår i släktet Zephyranthes och familjen amaryllisväxter. Inga underarter finns listade i Catalogue of Life.